# Shinghart

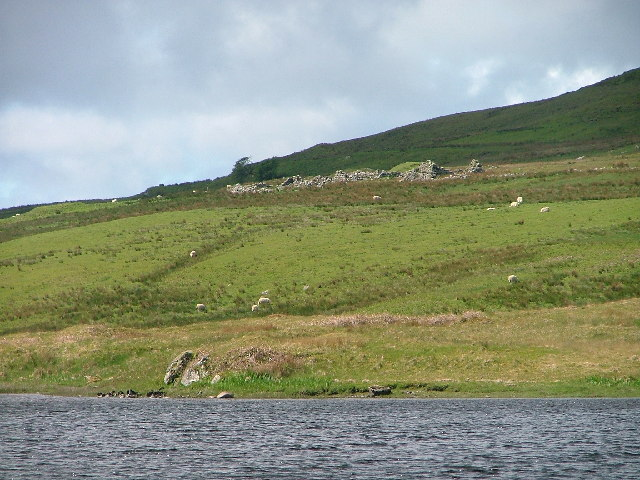
Ruinen von Shinghart

Shinghart, auch Shenigart oder Sean Ghairt, ist eine aufgegebene Ortschaft im Nordosten der schottischen Hebrideninsel Islay. Shinghart befand sich im Nordosten der Insel am Nordwestufer von Loch Finlaggan etwa fünf Kilometer westlich von Port Askaig und elf Kilometer nordöstlich von Bowmore, dem Hauptort der Insel. Die nächstgelegenen Ortschaften waren die jeweils etwa 1,5 km entfernten Siedlungen Ballacharie, Ballymartin und Portnellan, von denen heute nur noch Ballymartin existiert. Shinghart war über einen Weg an das Straßennetz der Insel angeschlossen, der bei Ballymartin von der heutigen A846 abzweigt, deren Verlauf in etwa einem der damaligen Hauptwege der Insel entspricht. Bei der Volkszählung im Jahre 1841 lebten in Shinghart noch 57 Personen. Zehn Jahre später war die Einwohnerzahl bereits auf 37 Personen gesunken. Heute sind auf dem Gebiet von Shinghart nur noch die Grundmauern verschiedener Gebäude erhalten. Die Gebäude der Ortschaft gruppierten sich in zwei Abschnitte zu jeweils etwa zwölf Gebäuden. Bereits 1867 sind die Häuser teils als unbedacht beschrieben, sodass die Ortschaft vielleicht schon zu dieser Zeit aufgegeben war. Spätestens bis zum Ende des Jahrhunderts war sie schließlich unbewohnt.

## Umgebung
In nordwestlicher Richtung befinden sich auf einer Anhöhe die Überreste einer Rundhütte. Der Durchmesser des Innenraums betrug in etwa zehn Meter. Nordnordwestlich von Shinghart sie die Fundamente zweier Shieling-Hütten zu finden. Diese maßen 7 m × 5 m beziehungsweise 6 m × 4,5 m. Wie in vielen Gebieten im Nordosten Islays wurde auch bei Shinghart in der Vergangenheit Blei abgebaut. Überreste der Minen sind noch in der Landschaft zu finden.